# Prefecturen van Guinee

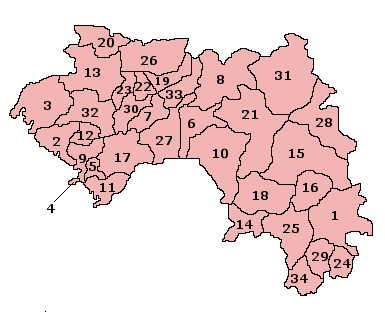
Prefecturen van Guinee

Guinee is verdeeld in 8 regio's waarvan de nationale hoofdstad Conakry een speciale zone is (die verder is onderverdeeld in 5 gemeenten). De overige 7 regio's zijn onderverdeeld in 33 prefecturen en vandaar in subprefecturen. Deze subprefecturen zijn weer onderverdeeld in lokale eenheden (districten en kwartieren) en die vervolgens zijn onderverdeeld in kleinere eenheden (dorpen).

## Prefecturen

### Boké
2. Boffa

3. Boké

12. Fria

13. Gaoual

20. Koundara

### Conakry
4. Conakry (speciale zone)

### Faranah
6. Dabola

8. Dinguiraye

10. Faranah

18. Kissidougou

### Kankan
15. Kankan

16. Kérouané

21. Kouroussa

28. Mandiana

31. Siguiri

### Kindia
5. Coyah

9. Dubréka

11. Forécariah

17. Kindia

32. Télimélé

### Labé
19. Koubia

22. Labé

23. Lélouma

26. Mali

33. Tougué

### Mamou
7. Dalaba

27. Mamou

30. Pita

### Nzérékoré
1. Beyla

14. Guéckédou

24. Lola

25. Macenta

29. Nzérékoré

34. Yomou